# Guèiser Waimangu
El guèiser Waimangu, és un guèiser situat a la vall volcànica de Waimangu, prop de Rotorua, Nova Zelanda.
Va estar actiu entre els anys 1900 i 1904. Era el guèiser més gran del món amb unes erupcions de fins a 400 metres d'alçada, expulsant aigua, roques i sediments. Tenia una periodicitat de 36 hores. Alf Warbick va constatar l'agost de 1903 una profunditat de 14,6 metres. El 1904 un esfondrament va originar un llac de 80 x 130 metres, i va fer desaparèixer el guèiser.